# Герцог де Ришельё
Герцог де Ришельё (фр. Duc de Richelieu) — герцогский титул в звании пэра Франции. Был создан 26 ноября 1629 года для кардинала Армана Жана дю Плесси де Ришельё который, будучи священнослужителем, не имел никаких наследников по прямой мужской линии, чтобы передать в наследство данный титул. Титул вместо этого отошёл его внучатому племяннику, Арману-Жану де Виньеро, внуку его старшей сестры Франсуазы (1577—1615), которая вышла замуж за Рене де Виньеро, сеньёра Понкурле († 1625).
Арман-Жан де Виньеро добавил фамилию кардинала дю Плесси к своей собственной, взял герб кардинала (d’argent à trois chevrons de gueules «sans meslange d’aulcunes autres») и получил титул герцога Ришельё и пэра Франции письмом-патентом в 1657 году.
Два новых обратных перехода имущественных прав к наследнику первоначального собственника титула произошли в 1822 году и в 1879 году. Сам Арман Эммануэль дю Плесси, герцог де Ришельё умер, не оставив наследника, но он добился разрешения передать титула герцога де Ришельё сыну своей единокровной сестры Симплиции, дочери Антуана-Пьера де Ла Шапель де Сен-Жан де Жюмильяка, с обратным переходом имущественных прав к потомкам своего младшего брата, если он сам умрёт без наследника. Смысл всего вышеизложенного в том, что в действительности титул перешёл к его племяннику.
Титул угас в 1952 году с сыном 7-го герцога де Ришельё и Алисы Хейн (1858—1925). Алиса овдовела в 1880 году и вступила в повторный брак с князем Монако Альбером I в 1889 году.

## Список герцогов де Ришельё
1. 1629—1642: Жан Арман дю Плесси де Ришельё (1585—1642), кардинал, 1-й герцог Ришельё, первый министр Людовика XIII.
2. 1657—1715: Арман-Жан де Виньеро дю Плесси (1629—1715), 2-й герцог Ришельё, внучатый племянник предыдущего.
3. 1715—1788: Луи Франсуа Арман де Виньеро дю Плесси (1696—1788), 3-й герцог Ришельё, маршал Франции, сын предыдущего.
4. 1788—1791: Луи Антуан Софи де Виньеро дю Плесси  (1736—1791), 4-й герцог Ришельё, сын предыдущего.
5. 1791—1822: Арман Эммануэль де Виньеро дю Плесси (1766—1822), 5-й герцог Ришельё, премьер-министр и министр иностранных дел Франции, градоначальник Одессы и генерал-губернатор Новороссийского края, сын предыдущего.
6. 1822—1879: Арман Франсуа Одет де Ла Шапель де Сен-Жан де Жюмильяк (1804—1879), 6-й герцог Ришельё, племянник предыдущего.
7. 1879—1880: Мари Одет Ришар Арман де Ла Шапель де Сен-Жан де Жюмильяк (1847—1880), 7-й герцог Ришельё, племянник предыдущего.
8. 1880—1952: Мари Одет Жан Арман де Ла Шапель де Сен-Жан де Жюмильяк (1875—1952), 8-й и последний герцог Ришельё, сын предыдущего.